# Belterra Casino Indy 300 2002
Belterra Casino Indy 300 2002 var ett race som var den tolfte deltävlingen i Indy Racing League 2002. Racet kördes den 11 augusti på Kentucky Speedway. Felipe Giaffone tog karriärens första och enda IndyCar-vinst, och blandade sig i högsta grad in i mästerskapsstriden. Sam Hornish Jr. tog över mästerskapsledningen med en andraplats, medan Hélio Castroneves slutade femma, samtidigt som den tidigare mästerskapsledaren Gil de Ferran fick problem och slutade 27 varv efter på en tjugoförstaplats. Helgens mest omtalade händelse var att Sarah Fisher blev den första kvinnan att ta pole position i Indyracing, och även om hon inte lyckades bli bättre än åtta i tävlingen så gav det mycket publicitet.

## Slutresultat
| Plats | Förare            | Team                     | Grid |
| ----- | ----------------- | ------------------------ | ---- |
| 1     | Felipe Giaffone   | Mo Nunn Racing           | 3    |
| 2     | Sam Hornish Jr.   | Panther Racing           | 5    |
| 3     | Buddy Lazier      | Hemelgarn Racing         | 9    |
| 4     | Scott Sharp       | Kelley Racing            | 21   |
| 5     | Hélio Castroneves | Marlboro Team Penske     | 4    |
| 6     | Al Unser Jr.      | Kalley Racing            | 14   |
| 7     | Tony Renna        | Kelley Racing            | 12   |
| 8     | Sarah Fisher      | Dreyer & Reinbold Racing | 1    |
| 9     | Alex Barron       | Blair Racing             | 16   |
| 10    | Robbie Buhl       | Dreyer & Reinbold Racing | 20   |
| 11    | Eddie Cheever     | Cheever Racing           | 7    |
| 12    | Buddy Rice        | Cheever Racing           | 6    |
| 13    | Raul Boesel       | Bradley Motorsports      | 11   |
| 14    | Eliseo Salazar    | A.J. Foyt Enterprises    | 25   |
| 15    | Vitor Meira       | Team Menard              | 13   |
| 16    | Jeff Ward         | Chip Ganassi Racing      | 23   |
| 17    | George Mack       | 310 Racing               | 24   |
| 18    | Will Langhorne    | Treadway/Hubbard Racing  | 19   |
| 19    | Billy Boat        | CURB/Agajanian Racing    | 2    |
| 20    | Laurent Redon     | Conquest Racing          | 15   |
| 21    | Gil de Ferran     | Marlboro Team Penske     | 10   |
| 22    | Tomas Scheckter   | Cheever Racing           | 17   |
| 23    | Airton Daré       | A.J. Foyt Enterprises    | 22   |
| 24    | Richie Hearn      | Sam Schmidt Motorsports  | 8    |
| 25    | Greg Ray          | A.J. Foyt Enterprises    | 18   |